# Hector Chotteau
Hector Chotteau (ur. 24 maja 1898 w Laeken, zm. 1 grudnia 1985 w Brukseli) – belgijski hokeista, dwukrotny olimpijczyk.
Grał na pozycji bramkarza. Zdobył srebrny medal mistrzostw Europy w 1927 oraz brązowy w 1924.

## Występy na igrzyskach olimpijskich
| Rok  | Igrzyska Olimpijskie | Konkurencja     | Wyniki     |
| 1924 | Chamonix 1924        | hokej na lodzie | DNS        |
| 1928 | Sankt Moritz 1928    | hokej na lodzie | 5. miejsce |